# Contrisson
Contrisson ist eine französische Gemeinde im Département Meuse in der Region Grand Est. Sie hat eine Fläche von 11,93 km² und 773 Einwohner (2022).
Nachbargemeinden sind: Revigny-sur-Ornain, Vassincourt, Mognéville, Andernay, Sermaize-les-Bains, Remennecourt und Rancourt-sur-Ornain. 

## Bevölkerungsentwicklung
| Jahr                       | 1962 | 1968 | 1975 | 1982 | 1990 | 1999 | 2005 | 2010 | 2019 |
| -------------------------- | ---- | ---- | ---- | ---- | ---- | ---- | ---- | ---- | ---- |
| Einwohner                  | 517  | 414  | 472  | 658  | 698  | 685  | 721  | 745  | 797  |
| Quellen: Cassini und INSEE |      |      |      |      |      |      |      |      |      |

## Sehenswürdigkeiten
- Kirche Saint-Quentin, erbaut im 15. Jahrhundert (Monument historique)
- Schloss
- Fachwerkhäuser

## Weblinks

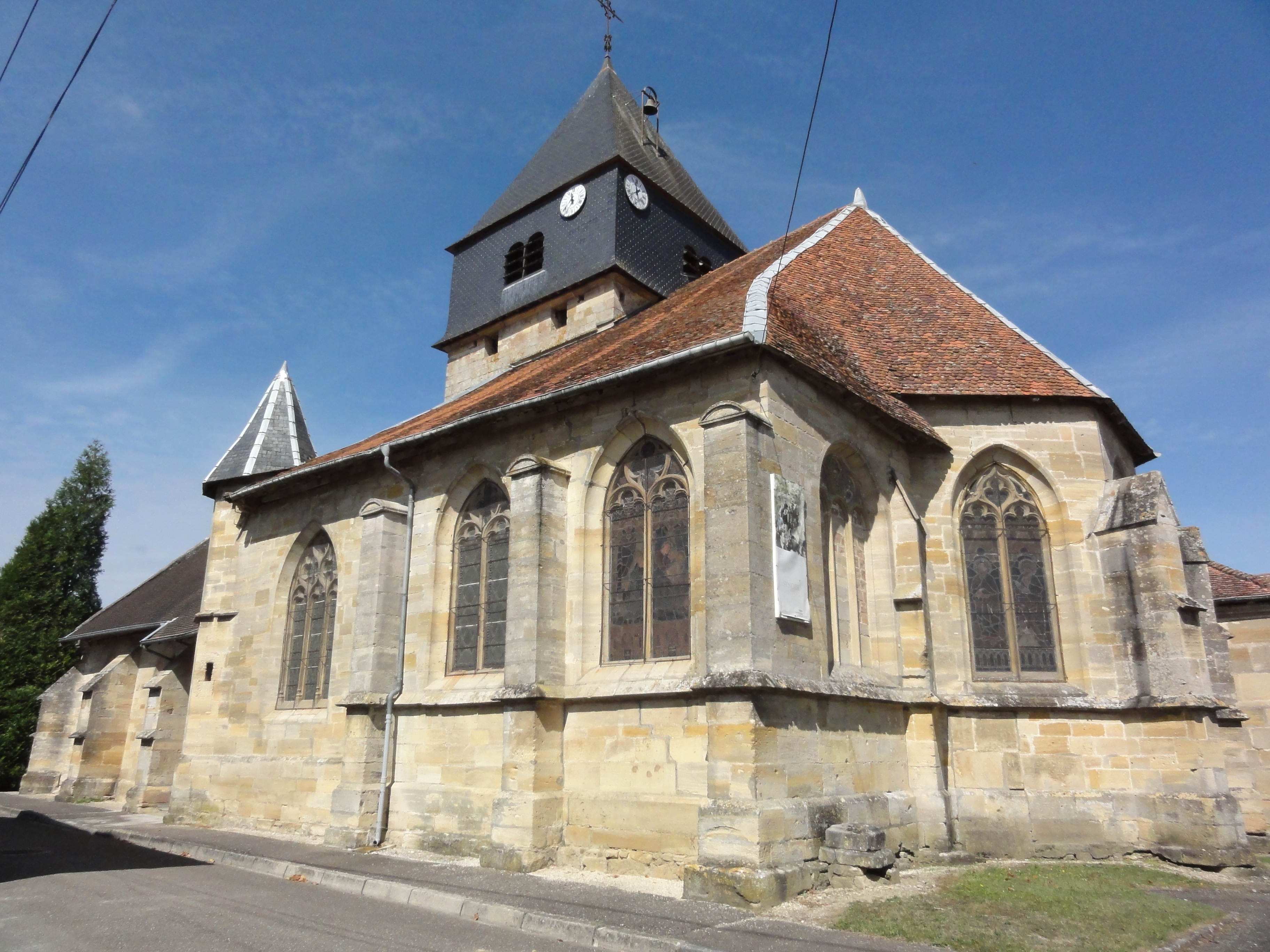
Kirche Saint-Quentin